# Constance Mabel Winchell
Constance Mabel Winchell (2 novembre 1896 – 23 mai 1983) est une bibliothécaire américaine. Elle travaille à l'Université Columbia pendant trente-huit ans avant de prendre sa retraite en 1962. Elle est surtout connue pour la production des septième et huitième éditions du Guide des Livres de Référence. En 1999, les Bibliothèques Américaines ont inclus Constance Winchell dans la liste des 100 personnalités les plus influentes dans le domaine de la bibliothéconomie et des sciences de l'information.

## Biographie
Constance Winchell est née le 2 novembre 1896. Sa famille a vécu à Northampton, dans le Massachusetts. Tragiquement, le père de Constance Winchell meurt alors qu'elle n'a que cinq ans, laissant sa mère seule responsable de Constance et de ses trois frères. En dépit de ces difficultés, l'éducation de Constance n'est jamais été mise en péril.
La famille de Winchell valorise fortement l'apprentissage et l'éducation. Plusieurs femmes membres de sa famille sont diplômées d'université ou chercheuses universitaires, en dépit de la relative rareté du nombre de diplômées d'études supérieures au début du XXe siècle. La future carrière de Constance est également influencée par sa tante Mabel Winchell, qui est bibliothécaire dans le New Hampshire. En outre, sa mère loue occasionnellement des chambres à des personnes enseignant dans un collège local pour soutenir la famille. La présence de ces personnes éduquées dans leur entourage encourage par ailleurs les enfants Winchell à explorer le monde des idées et à poursuivre leurs études.

## Éducation
Winchell fréquente un collège privé appelé l'Ecole Capen mais la famille déménage ensuite à Ann Arbor, dans le Michigan où Winchell s'inscrit à des cours à l'Université du Michigan. Pendant les étés de ses deux dernières années de lycée, elle assiste à des conférences scientifiques à la bibliothèque, dispensées par le directeur de la bibliothèque du Michigan, William Warner Bishop. Elle obtient son Baccalauréat en Arts en 1918. Avec le support de Bishop, elle s'inscrit au programme scolaire gratuit de la bibliothèque à la Bibliothèque publique de New York l'année suivante. Bien que le programme se déroule en deux ans, la deuxième année est facultative. Pour des raisons financières, Winchell décide de ne terminer que la première année du programme pour laquelle elle obtient un certificat en 1920.
En 1928, après que Winchell a accepté un poste à l'Université de Columbia, elle s'inscrit Service de Bibliothèque de l'Université de Columbia. Sa thèse, intitulée Localiser des livres pour des prêts entre bibliothèques, reprend une grande partie des connaissances que son employeuse et professeure Isadore Gilbert Mudge a acquis en mettant en œuvre des prêts entre bibliothèques au cours de sa carrière. L'essai de Winchell est bien reçu lors de sa publication en 1930, et est reconnu par de nombreux bibliothécaires comme étant l'un des ouvrages centraux sur les prêts inter-bibliothèques pendant de nombreuses années. Winchell obtient un master dans les Services de Bibliothèque dans les années 1930.

## Début de carrière
Winchell se rend compte très tôt dans la vie qu'elle veut devenir bibliothécaire. Elle occupe son premier emploi de bibliothécaire à l'Université du Michigan au cours de ses études au lycée. Elle contribue à améliorer le catalogue de la bibliothèque et fournit des services de référence à quelques bibliothèques départementales. Son premier emploi professionnel était bibliothécaire de lycée central de Duluth dans le Minnesota. Elle enseigne également dans des classes d'histoire ancienne alors qu'elle est employée à la Central High. Winchell n'occupe ce poste qu'un an, avant de déménager à New York pour intégrer l'école de bibliothéconomie.
Après la réception de son diplôme en Sciences de bibliothéconomie, Winchell accepte un emploi dans la Marine marchande américaine. Ce poste requiert de nombreux déplacements le long de la côte de l'est des États-Unis, où elle est responsable de la création et l'acquisition de livres des bibliothèques des phares. Elle occupe ce poste pendant cinq mois, jusqu'au moment où elle est invitée à retourner à Ann Arbor, pour rejoindre l'équipe de la bibliothèque de l'Université de Michigan. Pendant les trois années au cours desquelles elle est employée de la bibliothèque de Michigan, Winchell travaille dans le service de catalogage puis comme assistante du référencement. Winchell accepte ensuite un poste à la Bibliothèque Américaine de Paris, en France. Elle y passe un an et demi en tant que cheffe de catalogue de la bibliothèque.

## Columbia et dernière partie de carrière
À l'automne 1925, Winchell retourne aux États-unis pour accepter un poste à la bibliothèque de l'Université de Columbia. Lors de la publication de sa thèse « localiser des livres pour des prêts entre bibliothèques » en 1930, Winchell est chargée de prêts inter-bibliothèques pour Columbia. Trois ans plus tard, en 1933, Winchell devient assistante du référencement de la bibliothèque. En 1941, elle est promue à la tête du référencement et y reste jusqu'à sa retraite le 30 juin 1962.
En 1960 Winchell est la deuxième personne à recevoir le prix Isadore Gilbert Mudge pour des contributions exceptionnelles au référencement de la bibliothéconomie. Le prix a été remis par la division du service du référencement de l'Association des Bibliothèques Américaines en reconnaissance de son travail de développement de la collection de Columbia et pour sa thèse de 1930, publiée dans un ouvrage Localiser des livres pour des prêts entre bibliothèques.
Winchell a contribué à la profession de bibliothécaire d'autres façons. Elle a enseigné les sciences de la bibliothèque tout en travaillant à Columbia. Elle a été une membre active de l'American Library Association pendant de nombreuses années, pour finalement obtenir l'adhésion au sein du conseil de l'organisation. Elle a également écrit des articles semestriels pour College & Research Libraries, dont le premier a paru en 1951.

## LeGuide des Livres de référence
Winchell est mieux connue pour la publication des septième et huitième éditions du Guide des livres de références qui consiste en une bibliographie de plus de 8 000 livres, une ressource importante pour le développement des collections de référence pour de nombreuses bibliothèques. Les livres inclus dans le Guide l'ont été sur de nombreux sujets différents et dans des langues variées. La première édition du Guide a été publié par Alice Berthe Kroeger en 1902. Après la publication d'une deuxième édition, Kroeger a légué le projet à Isadore Gilbert Mudge. Mudge a été responsable de la production de la troisième à la sixième éditions du Guide des Livres de Référence. Elle a également produit cinq suppléments à chaque édition, publiés dans le Library Journal. Mudge a été l'employeure, la professeure et la collègue de Constance Winchell. En commençant avec l'un des suppléments pour la cinquième édition, Winchell a aidé Mudge à modifier le Guide. Lorsque Mudge part à la retraite en 1941, son poste en tant que responsable des ouvrages de référence à Columbia est restée vacante. Winchell a été promue à ce poste, et elle a assumé la direction du Guide des Livres de Référence dans le même temps.
Winchell a édité et publié la septième édition du Guide en 1951. Cette édition a approfondi le livre dans de nombreux sujets, mais plus spécifiquement dans « la psychologie des beaux-arts et de l'histoire ». Elle a produit quatre suppléments pour la septième édition, parue en 1954, 1956, 1960 et 1963. La huitième édition a été publiée en 1967, cinq ans après le départ à la retraite officiel de Winchell de l'Université de Columbia. La huitième édition a élargi le contenu du Guide ; il comprenait 2 000 nouveaux livres. Winchell a également réorganisé la structure du Guide en incluant cinq thèmes généraux, par opposition aux treize domaines inclus dans les éditions antérieures.
L'importance de la contribution de Winchell au Guide des Livres de Référence ne peut pas être surestimée. Dans les années 1960, le nom de Winchell est devenu synonyme du Guide, et les bibliothécaires s'y réfèrent souvent comme « le Winchell ». En outre, les changements réalisés par Winchell dans le guide auraient affecté « deux générations de la référence [bibliothécaires] ».

## Fin de vie
Dès 1924, quand elle accepte le poste de catalogage à la bibliothèque Américaine à Paris, Winchell a connu le désir de voyager. Mais elle n'a pas été en mesure de s'adonner à cette passion, jusqu'à la fin de sa carrière, et après son départ à la retraite de Columbia. Peu de temps avant de prendre sa retraite, elle prend quatre mois de congé de Columbia pour voyager à travers l'Asie.
Elle a également visité plusieurs territoires étrangers, tels que l'Amérique Centrale et du Sud, le Moyen-Orient et l'Inde.
En 1969, Winchell déménage à New Paltz, New York et y reste jusqu'à sa mort le 23 mai 1983 à l'âge de 86 ans.